# Церковь Сан-Леонардо-аль-Лаго
Церковь (скит) Сан-Леонардо-аль-Лаго (итал. L'eremo di San Leonardo al Lago) — римско-католическая церковь в районе Санта-Коломба, в пределах муниципального округа Монтериджони, архиепархия Сиена-Колле-ди-Валь-д’Эльса-Монтальчино, в нескольких километрах от Сиены, регион Тоскана, Италия. Церковь отшельнической обители освящена в честь «Леонарда Лимузенского у озера» (San Leonardo al Lago), средневекового отшельника, известного своей тесной связью с природой, деревьями и лесами. С декабря 2014 года церковь и здания бывшего монастыря находятся в ведении Министерства культурного наследия и культурной деятельности Италии.

## История
Августинский скит, упоминаемый в документах с 1119 года, возник недалеко от озера Верано, теперь известного как Пьян-дель-Лаго. В течение следующих столетий было основано аббатство. Церковь претерпела реконструкцию в течение XIII и XIV веков, приобретя архитектурный стиль, переходный от романского к готическому . В 1366 году монастырь был укреплен для защиты от вражеских набегов и грабежей. Высокий каменный фасад имеет круглое окно-окулус и полуциркульный арочный портал. Боковые стены имеют несколько узких окон.

## Интерьер церкви
Внутреннее пространство церкви имеет три нефа, перекрытых крестовыми сводами. Церковь со временем подверглась масштабным перестройкам в неоготическом стиле: однако в апсиде сохранились фрески с изображением историй из жизни Девы Марии работы Липпо Ванни (1360—1370).
В бывшей трапезной находится один из шедевров сиенской живописи XV века: фрагментарная, но очень ценная фреска с образом Распятия работы Джованни ди Паоло ди Грациа, созданная около 1445 года.

## Галерея

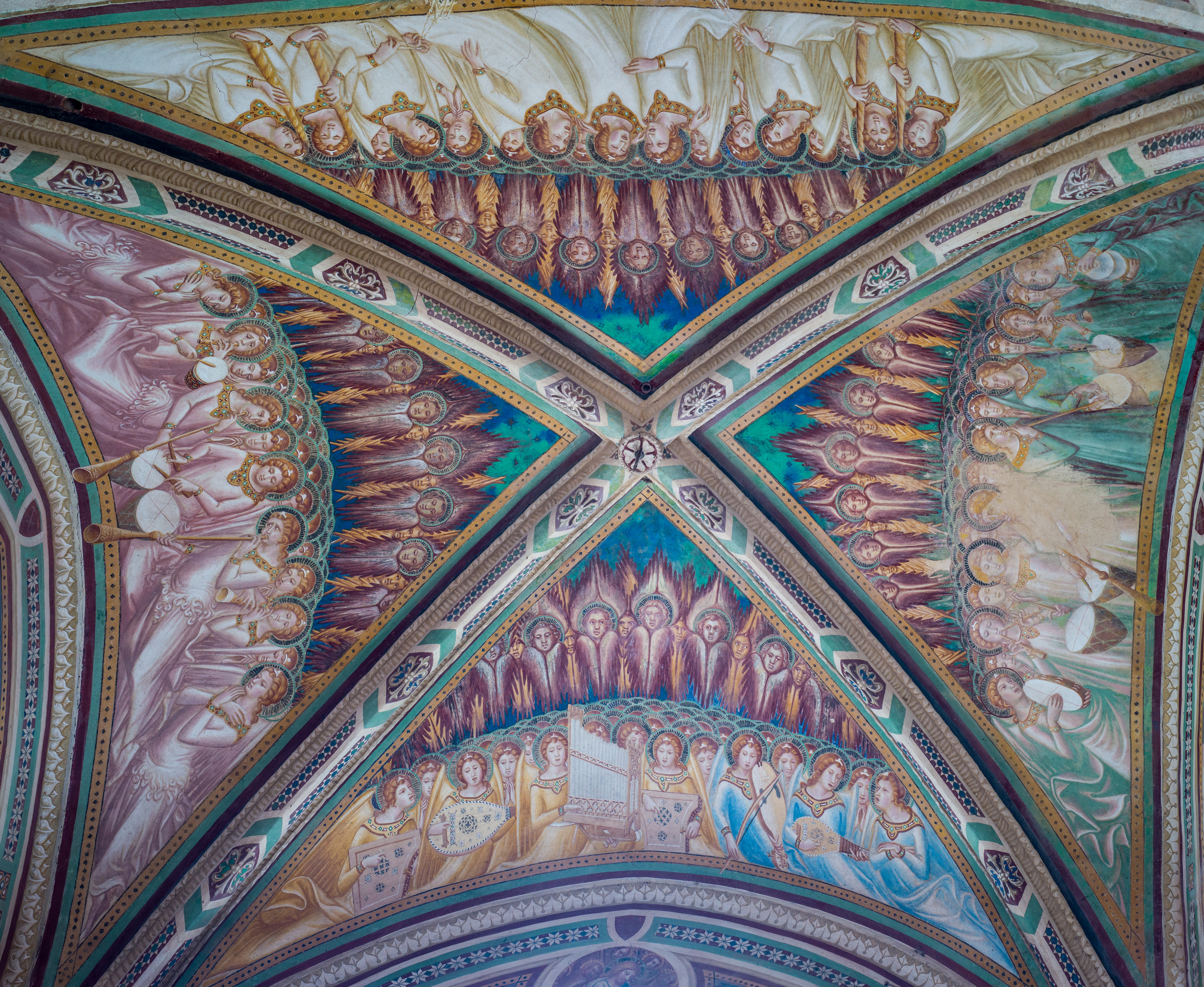
Липпо Ванни. Роспись свода. 1360—1370
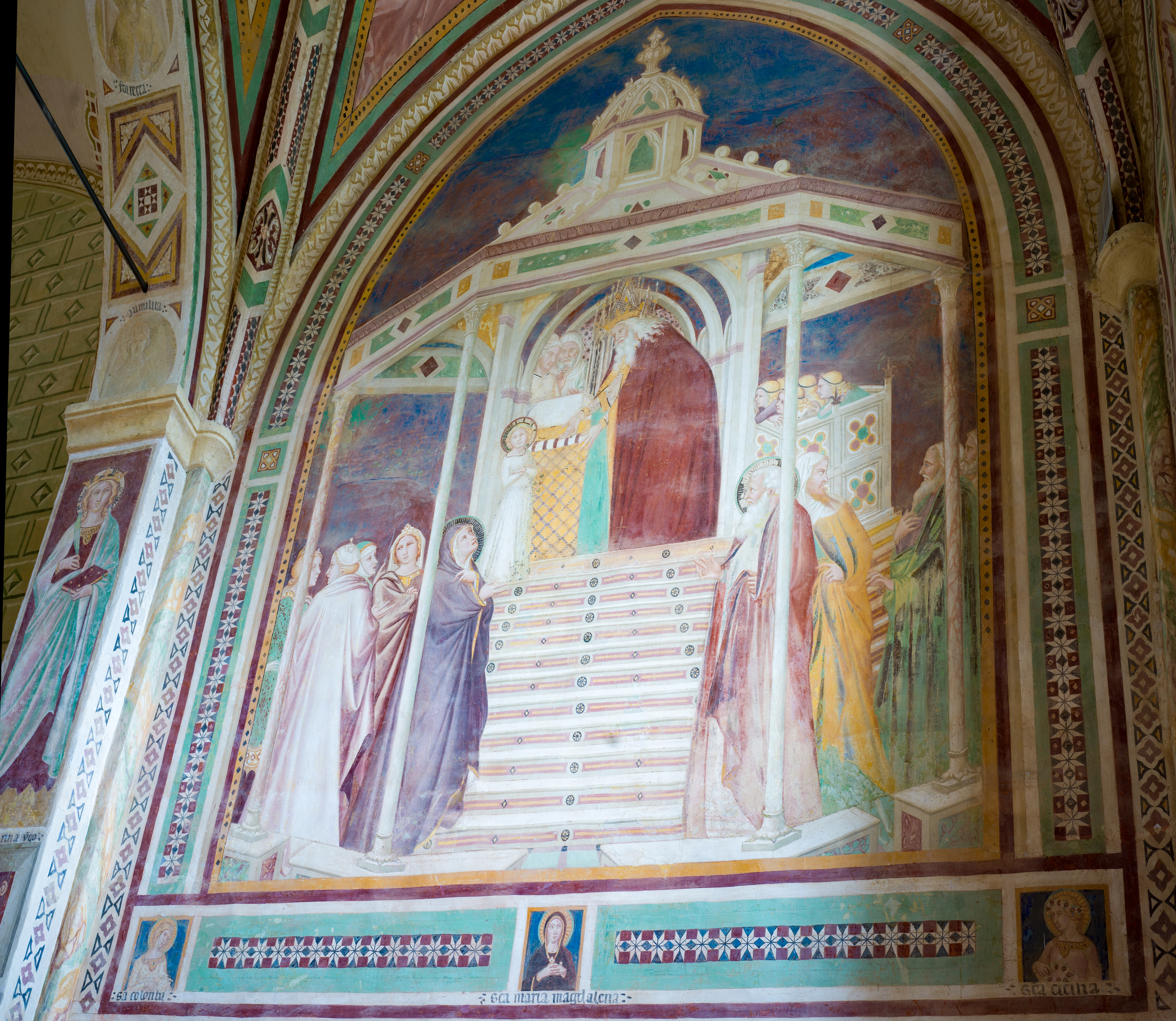
Липпо Ванни. Введение Девы Марии в храм. 1360. Фреска
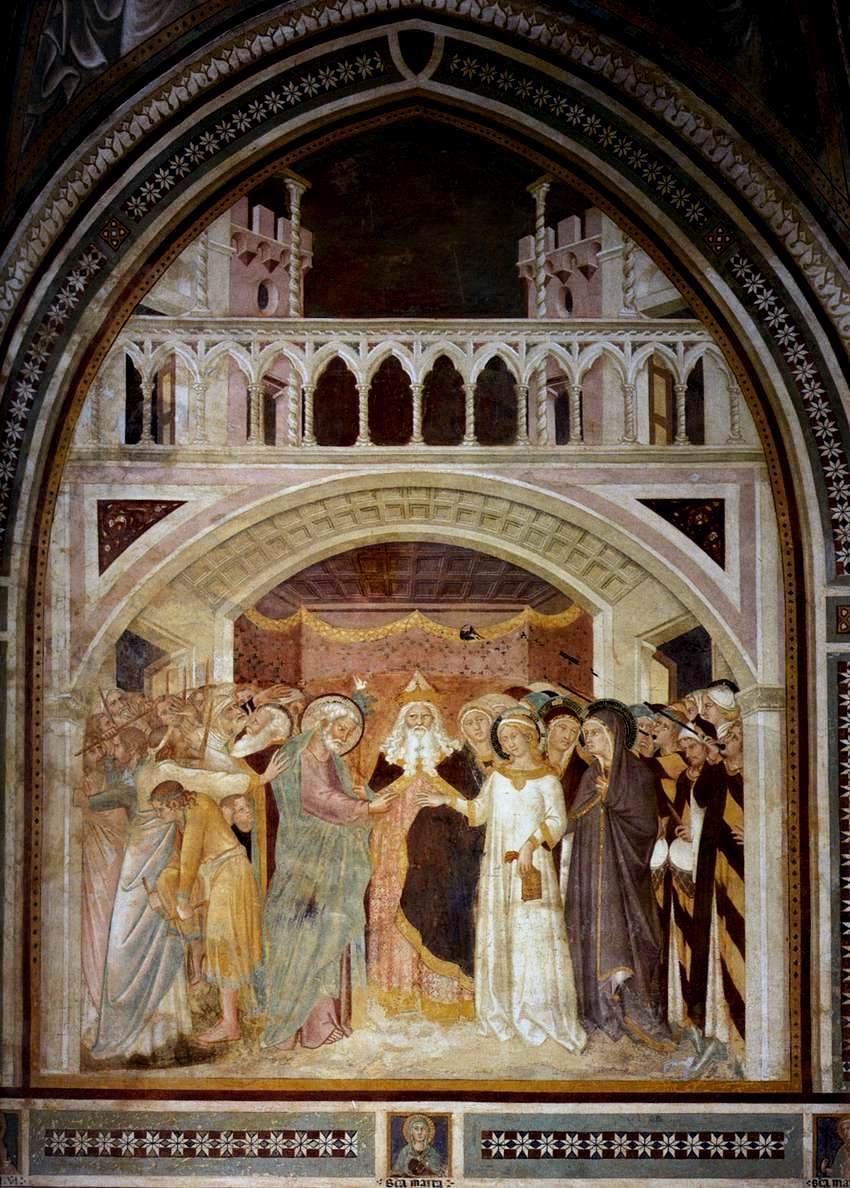
Липпо Ванни. Обручение Девы Марии. 1360. Фреска
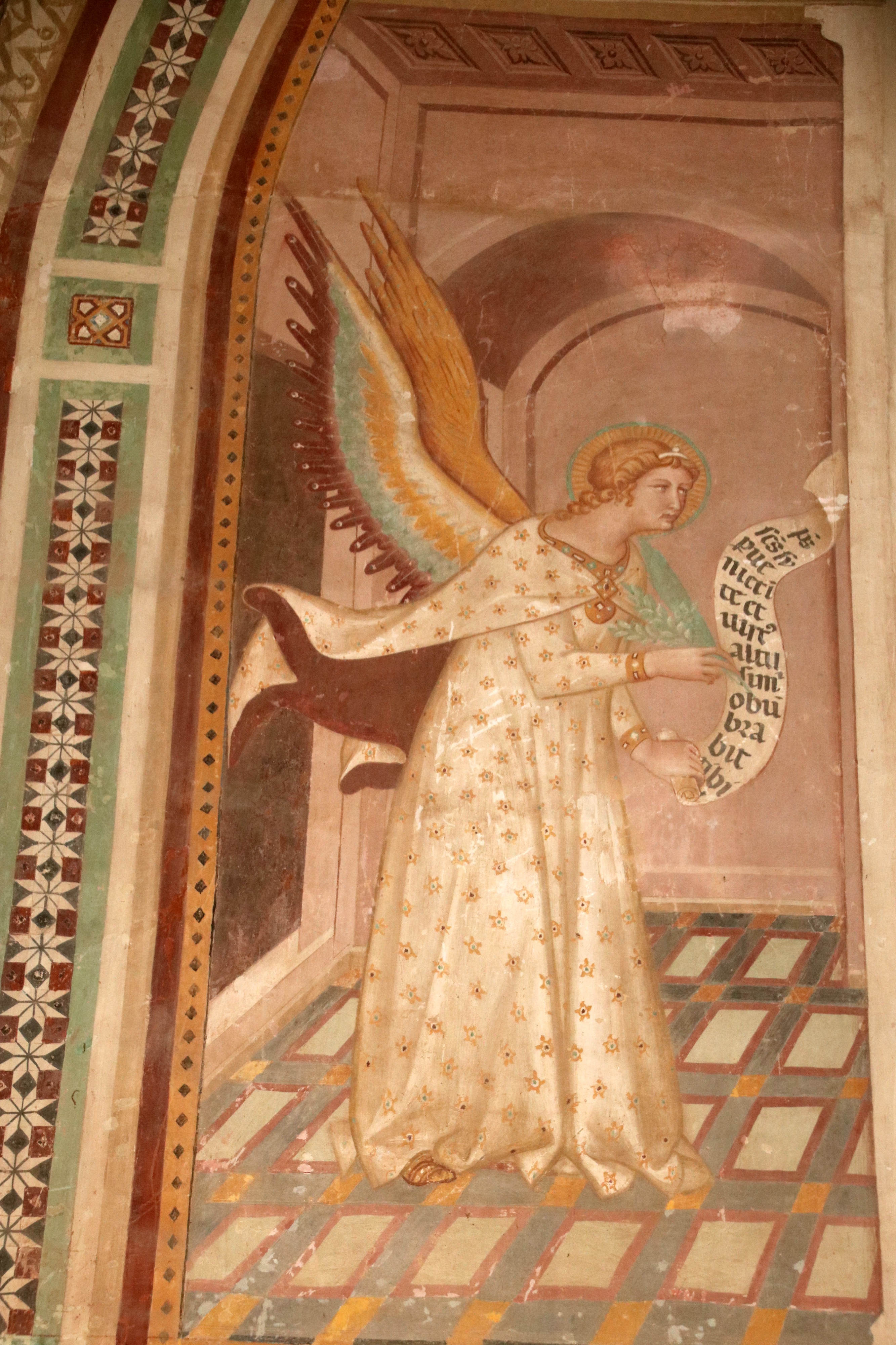
Липпо Ванни. Ангел Благовещения. Между 1360 и 1370. Фреска
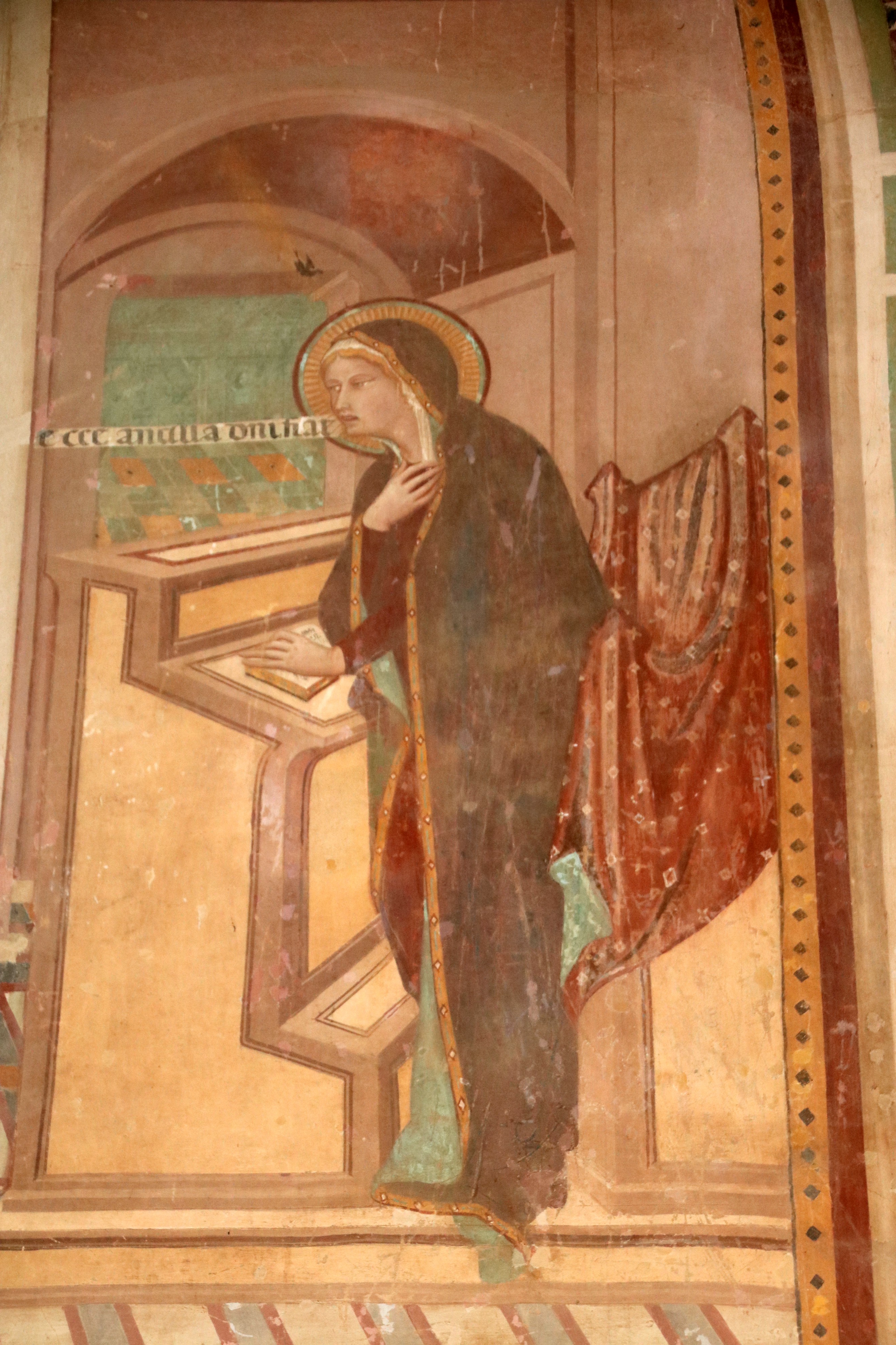
Липпо Ванни.Дева Мария Благовещения. Между 1360 и 1370. Фреска
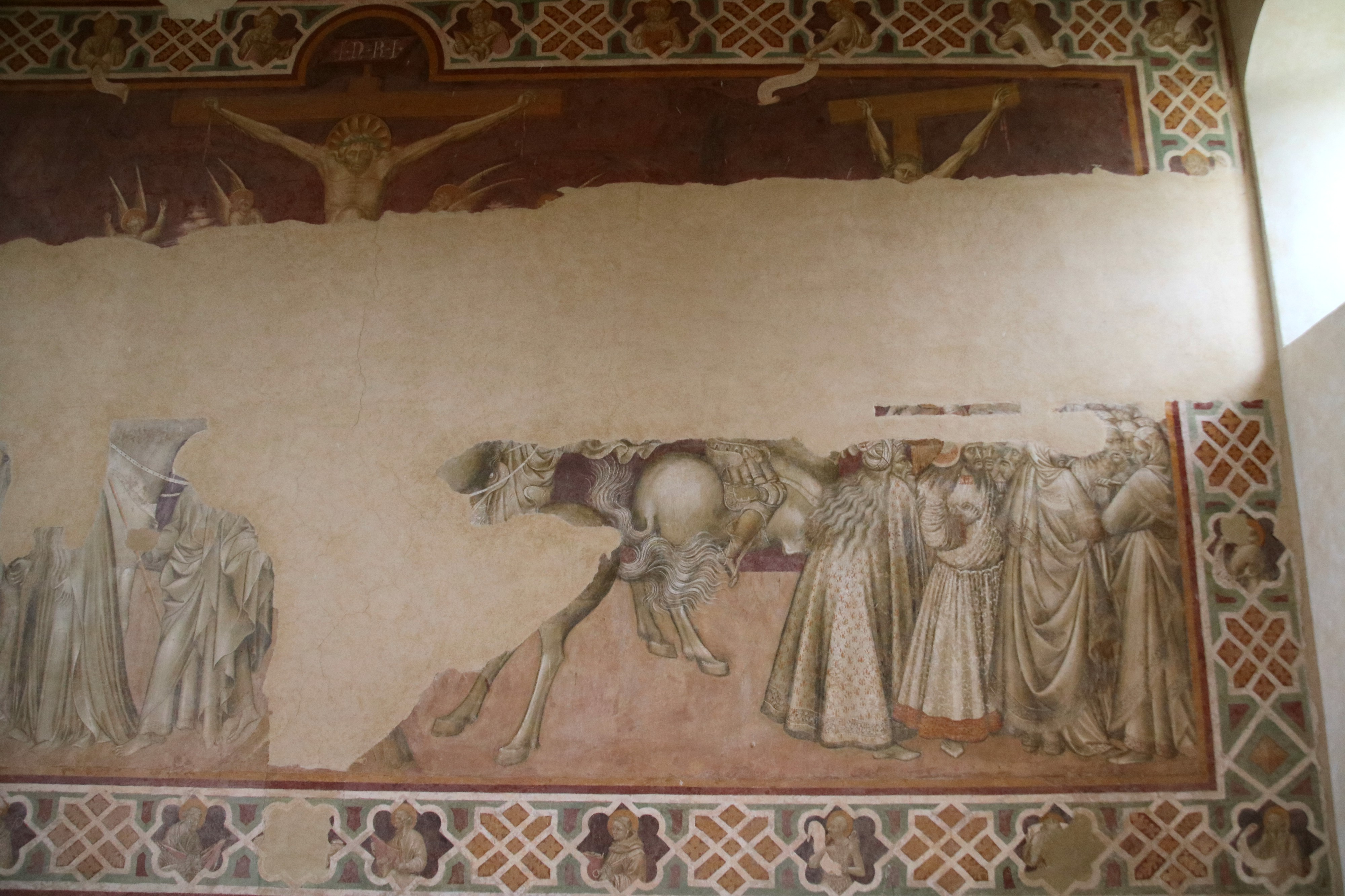
Джованни ди Паоло ди Грациа. Распятие. Фрагменты фрески трапезной. Ок. 1445